# La Lande-Patry
La Lande-Patry è un comune francese di 1 829 abitanti situato nel dipartimento dell'Orne nella regione della Normandia.

## Società

### Evoluzione demografica
Abitanti censiti